# Ny Hor
Ny Hor (fl. XXXI secolo a.C.) è stato un possibile re locale egizio appartenente alla fase storica detta Naqada III, e inserito nella cosiddetta Dinastia 0 del periodo Predinastico.

## Biografia
Ny Hor regnò contemporaneamente ad altri sovrani appartenenti alla dinastia di Tjeni e di Nekhen.
Le sole prove sulla sua esistenza consistono in alcune iscrizioni ritrovate presso le necropoli di Tura e di Tarkan.
A differenza di altri nomi inscritti nel serekht quello di Ny Hor non è sormontato dal falcone, e ciò ha portato a supporre che si tratti di un sovrano anteriore.
È stata anche proposta una diversa interpretazione del serekth, interpretazione che pone il nome Ny-Hor in correlazione con Narmer, considerato il fondatore della I dinastia.